# Ruggero Hammud
Hamud (o Hammud (in latino Chamut o Hamut), noto anche come Ruggero Hamut; fl. XI secolo) fu un governatore dell’Emirato di Sicilia. 
Negli anni 1080 si distinse come uno degli ultimi avversari significativi dei normanni, che avevano iniziato la riconquista dell'isola sui musulmani circa due decenni prima.

## Biografia
Hamud sarebbe appartenuto a una famiglia illustre di discendenza alide, gli Hammudidi. In Sicilia, la sua famiglia possedeva terre da Enna (Castruggiuvanni) a Girgenti.
Nel 1086, dopo la morte dell’emiro di Siracusa Benavert, i musulmani in Sicilia controllavano solo alcune fortezze, tra cui Enna, Noto e Butera. Hamud, emiro di Enna fu attaccato dal capo normanno Ruggero d’Altavilla, che iniziò il 1º aprile 1086 assediando Girgenti, uno dei suoi feudi, dove erano rinchiusi sua moglie e i suoi figli. Il 25 luglio dello stesso anno, Girgenti cadde nelle mani dei normanni, che catturarono la moglie e i figli dell’emiro. Disperato, Hamud decise di negoziare con Ruggero. Tuttavia, temendo di essere ucciso dai suoi se avesse proposto di consegnare Enna ai cristiani, concordò con il capo normanno di uscire dalla città a una data prestabilita e di farsi catturare in un’imboscata. Le cose si svolsero come previsto, e Hamud, fatto prigioniero da Ruggero, si convertì al cattolicesimo (fu battezzato dal vescovo di Agrigento, Gerlando) e prese il nome di Ruggero; una volta liberato, ricevette grandi beni in Calabria.
La conversione di Ruggero Hamut lascia supporre un doppio gioco, forse influenzato dalla tradizione sciita, anche se non ci sono prove certe a sostegno di questa ipotesi.